# Kirejewszczyzna
Kirejewszczyzna – wieś w Polsce położona w województwie podlaskim, w powiecie sokólskim, w gminie Dąbrowa Białostocka.  W latach 1965–1968 dzielnica Dąbrowy Białostockiej.
Wierni kościoła rzymskokatolickiego należą do parafii św. Stanisława w Dąbrowie Białostockiej.

## Historia
Za II RP Kirejewszczyzna należała do gminy Dąbrowa w powiecie sokólskim, od 1918 w województwie białostockim.
Jesienią 1954, w związku z reformą administracyjną państwa, Kirejewszczyzna weszła w skład nowo utworzonej gromady Dąbrowa. 1 stycznia 1956 roku gromadę przyłączono do nowo utworzonego powiatu dąbrowskiego w województwie białostockim.
1 stycznia 1965 gromadę Dąbrowa Białostocka zniesiono w związku z nadaniem jej praw miejskich, w związku z czym Kirejewszczyzna stała się integralną częścią Dąbroway Białostockiej. Stan rzeczy utrzymał się zaledwie cztery lata, bo już 1 stycznia 1969 Kirejewszczyznę wyłączono z Dąbrowy Białostockiej, włączając ją do reaktywowanej gromady Dąbrowa Białostocka jako samodzielna wieś.
W latach 1975–1998 miejscowość administracyjnie należała do województwa białostockiego.